# Astragalus bashmensis
Astragalus bashmensis es una especie de planta del género Astragalus, de la familia de las leguminosas, orden Fabales.
Fue descrita científicamente por A. A. R. Maassoumi.